# Silgueiros
Silgueiros, anteriormente chamada Sirgueiros, é uma vila portuguesa sede da Freguesia de Silgueiros do Município de Viseu, freguesia com 36,86 km² de área e 2960 habitantes (censo de 2021), tendo, assim, uma densidade populacional de 80,3 hab./km².
A povoação de Silgueiros foi elevada à categoria de vila em 20 de junho de 1997, pela Lei 86/1997, de 24 de julho de 1997.
Pelo decreto nº 38 372, de 7 de agosto de 1951, a povoação de Loureiro de Cima, desta freguesia, passou a denominar-se Loureiro de Silgueiros, ficando a ser sede da freguesia. Até 30 de agosto de 1995 o seu nome oficial era Loureiro de Silgueiros, anteriormente Loureiro de Sirgueiros. As suas armas derivam das da família de Loureiro, que aí teve o seu Solar.[carece de fontes?]
Do seu brasão de armas fazem parte folhas de figueira, representadas no escudo que se referem às armas do capitão Luís de Loureiro que se notabilizou pelas armas, nas duras lutas travadas contra o Islão, no Norte de África, no séc. XVI e que viveu em Loureiro (terra que possui seu nome). Os vértices centrais representam as Serras do Caramulo e da Estrela que circundam, ao longe, a freguesia de Silgueiros. A peça triangular representa os espaços verdes envolventes, aparecendo dentro dela dois elementos fundamentais: o cacho de uvas que representa o Vinho do Dão e um rio que assinalam os rios Dão e Paiva.
A freguesia de Silgueiros é composta pelas seguintes povoações:
- Bela Vista
- Casal Jusão
- Casal Meão
- Falorca
- Lajes
- Loureiro de Cima
- Loureiro de Baixo
- Mosteiro
- Passos
- Pedra Cavaleira
- Pindelo
- Pinoca
- Porrinheiro
- Póvoa Dão
- Póvoa de Porrinheiro
- Silvares[5]

## Demografia
A população registada nos censos foi:
| Distribuição da População por Grupos Etários | Distribuição da População por Grupos Etários | Distribuição da População por Grupos Etários | Distribuição da População por Grupos Etários | Distribuição da População por Grupos Etários |
| -------------------------------------------- | -------------------------------------------- | -------------------------------------------- | -------------------------------------------- | -------------------------------------------- |
| Ano                                          | 0-14 Anos                                    | 15-24 Anos                                   | 25-64 Anos                                   | > 65 Anos                                    |
| 2001                                         | 537                                          | 547                                          | 1723                                         | 783                                          |
| 2011                                         | 390                                          | 362                                          | 1630                                         | 868                                          |
| 2021                                         | 303                                          | 291                                          | 1362                                         | 1004                                         |

## Património
- Casa do Loureiro